# Swiss Movement
Swiss Movement ist ein Jazzalbum von Eddie Harris und Les McCann, das am 21. Juni 1969 live auf dem Montreux Jazz Festival in der Schweiz aufgenommen wurde.

## Geschichte
Zum dritten Montreux Jazz Festival 1969 wurde sowohl Les McCann mit seinem Trio als auch Eddie Harris mit seinem Quartett eingeladen; McCann spielte dort am 18. Juni im Kursaal des Casinos, Harris am 20. Juni. Das Les-McCann-Trio, Eddie Harris und Benny Bailey traten dort am 21. Juni in einer weiteren Session auf. Dabei nahmen sie eines der bekanntesten Jazzalben der späten 1960er Jahre auf. Die Musiker spielten überwiegend improvisiert ohne vorherige Probe zusammen. Eddie Harris schaute Les McCann beim Spielen über die Schulter, um die Akkorde zu sehen (da er selber früher Klavier spielte).
Das bekannteste Lied des Albums, Compared to What, eine Anklage gegen den Vietnam-Krieg, sowie You Got it in Your Soulness und Cold Duck Time enthalten temperamentvolle Solos von McCann, Harris und Bailey. Es erreichte wegen der Thematisierung des ungewollten Krieges, Rassismus und Armut schnell einen Kultstatus bei den afroamerikanischen Studenten.

## Rezeption
Die Platte wurde von der Kritik überwiegend positiv bis enthusiastisch aufgenommen. Frank Becker schrieb: „Eine der genialsten Jazz-Langspielplatten der 1960er Jahre, wenn nicht sogar eine der größten der 2. Hälfte des 20. Jahrhunderts überhaupt, ist die legendäre Live-Aufnahme des grandiosen Konzerts von Les McCann & Eddie Harris mit Benny Bailey beim Jazz-Festival von Montreux am 21. Juni 1969.“
Greg Boraman schrieb über das Album bei BBC.co.uk:

“Something of a happy accident, this recording from the 1969 Montreux Jazz Festival has actually become one of the most talked about, exhilarating and fun live jazz performances ever captured on wax.”

„Eigentlich ein glücklicher Zufall, wurde diese Aufnahme vom Montreux Jazz Festival 1969 tatsächlich zu einer der meistdiskutierten, erfrischendsten und unterhaltsamsten Live-Jazz-Darbietungen, die jemals auf Platte gebannt wurden.“

The Rough Guide to Jazz nannte das Album „das ultimative Spaß-Funk-Album, das dem Festival in Montreux fast so viel gebracht hat wie der Karriere der beiden Protagonisten“.

## Titelliste
1. Compared to What – (Gene McDaniels)
2. Cold Duck Time – (Eddie Harris)
3. Kathleen’s Theme – (Les McCann)
4. You Got It in Your Soulness – (Les McCann)
5. The Generation Gap – (Les McCann)
6. Kaftan – (Leroy Vinnegar) – Bonus-Track auf der Neuausgabe aus dem Jahr 1996